# Велике Анисимово
Велике Анисимово (рос. Большое Анисимово) — присілок в Приморському районі Архангельської області Російської Федерації.
Населення становить 1165 осіб. Входить до складу муніципального утворення Заостровське поселення.

## Історія
Від 2004 року входить до складу муніципального утворення Заостровське поселення.

## Населення
| 2002 | 2010  | 2012  |
| ---- | ----- | ----- |
| 1130 | ↘1093 | ↗1165 |